# Salvins Buntbarsch
Salvins Buntbarsch (Trichromis salvini) ist ein Süßwasserfisch aus der Familie der Buntbarsche, der in Belize und auf der karibischen Seite des südlichen Mexiko und von Guatemala vorkommt.

## Merkmale
Salvins Buntbarsch erreicht eine Länge von 18 bis 22 cm und ähnelt in seiner äußeren Gestalt mit dem spitzen, endständigen Maul dem aus der Aquaristik bekannten Feuermaulbuntbarsch (Thorichthys meeki). Der Körper ist oval und seitlich abgeflacht. Je nach Fundort ist die Grundfärbung grünlich, verwaschen gelbbraun bis leuchtend zitronengelb und oft bläulich schimmernd. Auffällig ist eine schwarze Längsbinde, die sich vom Hinterrand des Auges bis auf den Schwanzstiel erstreckt. Sie kann auch in Einzelflecken aufgelöst sein. Ein weiterer Längsstreifen erstreckt sich unterhalb der Rückenflosse. Weibchen sind etwas kleiner als Männchen und haben zusätzlich einen schwarzen Fleck in der Mitte der Rückenflosse und am unteren Rand des Kiemendeckels. Zwischen den Augen und auf der Stirn finden sich bei beiden Geschlechtern drei bis vier dunkle Streifen. Bei Tieren aus dem Usumacinta und anderen Flüssen ist der Bauch leuchtend rot. Die Rückenflosse ist blaugrün mit einem roten Rand, Afterflosse und Schwanzflosse sind rötlich. Die auffälligen Farben, die während der Fortpflanzungszeit noch intensiver werden, zeigen beide Geschlechter. Bei den Männchen sind die Flossen stärker ausgezogen.
- Flossenformel: Dorsale XVI–XVII/9–12; Anale VIII–IX/7–9.
- Schuppenformel: mLR 28–31.

## Lebensweise
Salvins Buntbarsch lebt in langsam bis schnell fließenden Flüssen und ernährt sich von größeren wirbellosen Tieren und von kleinen Fischen. Er ist ein Substratlaicher. Ein Gelege kann 500 bis 600 Eier umfassen.

## Systematik
Die Fischart wurde 1862 durch den deutschen Zoologen Albert Günther als Heros salvini erstmals beschrieben und nach dem Fänger der Typusexemplare benannt. Typuslokalität ist der Petén-Itzá-See in Guatemala. Später wurde die Art zuerst Nandopsis, dann der Sammelgattung Cichlasoma zugeordnet. Systematisch ist die Art jedoch isoliert und wurde in verschiedenen phylogenetischen Untersuchungen mal als Schwesterart von Thorichthys, von Cryptoheros nanoluteus oder einer großen Klade aus verschiedenen, unterschiedlichen Gattungen bestimmt. Aus diesem Grund wurde Mitte 2015 für die Art eine neue, monotypische Gattung eingeführt. Das „Tri“ im Gattungsnamen bezieht sich auf die drei Farben der Art (gelb, rot und blau).